# Sagitta
Sagitta o la Flecha es una de las tres constelaciones más pequeñas, después de Equuleus y Crux. Se encuentra dentro del perímetro del Triángulo Estival, el gran asterismo formado por Deneb (α Cygni), Vega (α Lyrae) y Altair (α Aquilae).

## Historia

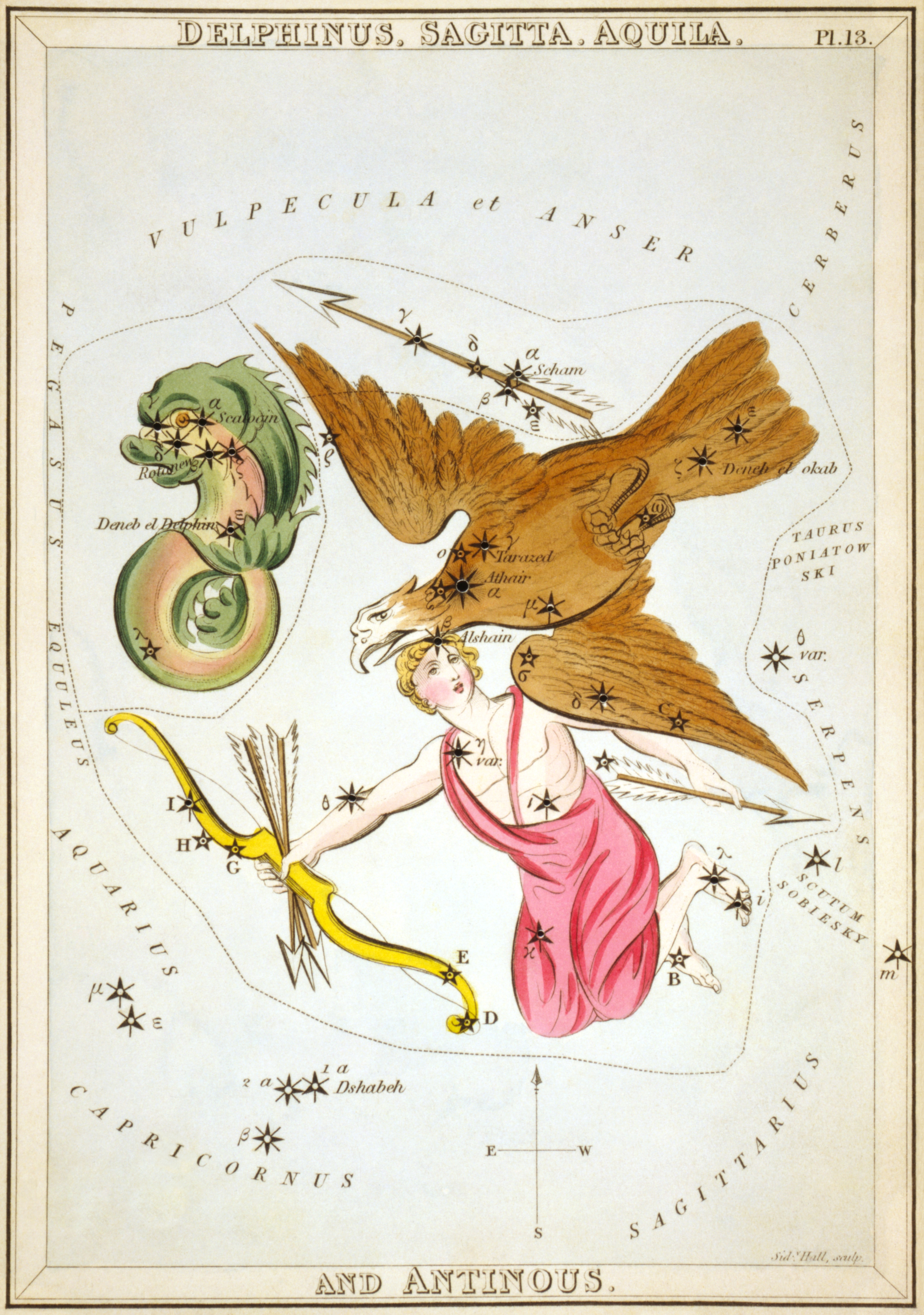
Sagitta puede verse sobre Aquila en esta lámina de Urania's Mirror (1825)

Los antiguos griegos llamaban a Sagitta Oistos 'la flecha', y era una de las 48 constelaciones descritas por  Ptolomeo. Se la consideraba el arma que Hércules utilizó para matar al águila (Aquila) de Jove que roía perpetuamente el hígado de Prometeo. Sagitta se encuentra más allá del límite norte de Aquila, el Águila. Un naturalista aficionado, el polímata Richard Hinckley Allen propuso que la constelación podría representar la flecha lanzada por Hércules hacia las  aves estinfalianas adyacentes (que aparecen en El sexto trabajo de Hércules) que tenían garras, picos y alas de hierro, y que vivían de carne humana en los pantanos de Arcadia-denotados en el cielo por las constelaciones de Aquila el Águila, Cygnus 'el Cisne', y Lyra 'el Buitre'- y que aún se encuentran entre ellas, de ahí el título de Hércules. El erudito griego Eratóstenes la reivindicó como la flecha con la que Apolo exterminó a los Cíclopes. Los romanos la llamaron Sagitta. En árabe, se convirtió en al-sahm 'flecha', aunque este nombre pasó a ser Sham y se transfirió sólo a Alpha Sagittae. El nombre griego también se ha traducido erróneamente como ὁ istos 'el telar' y así en árabe al-nawl. También se llamaba al-'anaza 'pica/javelín'.

## Características destacables

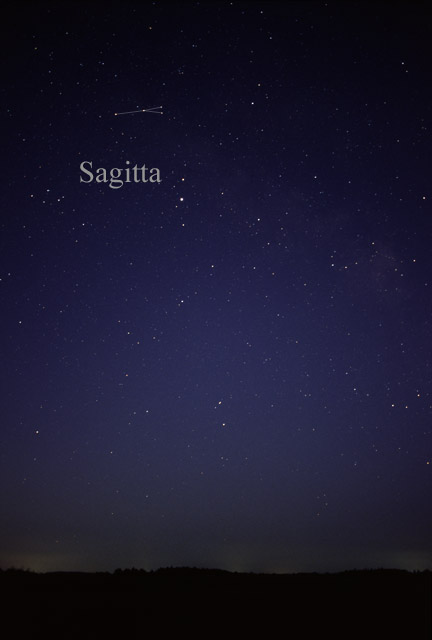
Constelación de Sagitta

γ Sagittae, gigante roja de tipo espectral M0III, es la estrella más brillante de Sagitta. De gran tamaño, tiene un radio 55 veces más grande que el radio solar.
Le sigue en brillo δ Sagittae, también una gigante roja aunque catalogada como M2II, es una gigante luminosa 2800 veces más luminosa que el Sol y cuatro veces más que γ Sagittae. Además es una binaria espectroscópica, siendo su acompañante una caliente estrella de tipo B9.5V.
La tercera estrella en cuanto a brillo es α Sagittae, conocida como Sham. Es también una gigante luminosa, pero de tipo espectral G1II.
Otra estrella de la constelación, 15 Sagittae, es una enana amarilla de tipo espectral G0V semejante al Sol. Se encuentra a 58 años luz de distancia y parece ser más joven que nuestra estrella. Está físicamente vinculada con una enana marrón que emplea 73,3 años en completar una órbita a su alrededor.
U Sagittae es una binaria eclipsante compuesta por una estrella blancoazulada de tipo espectral B8V, la componente primaria, y una gigante amarilla de tipo G2III-IV, la componente secundaria. Su período orbital es de 3,3806 días, siendo la órbita prácticamente circular (ε = 0,03).
Otra variable a destacar es FG Sagittae, una supergigante que se encuentra en el centro de la nebulosa planetaria Hen 1-5. Ha evolucionado significativamente en los últimos años, cambiando su tipo espectral de B4Ia en 1955 a A5Ia en 1967, a F6Ia en 1972 y actualmente es una estrella naranja de tipo espectral K2Ib. Desde la década de 1990 se comporta como una variable R Coronae Borealis, con oscurecimientos y recuperaciones parciales producidos por polvo que oscurece la estrella.
También es de interés WZ Sagittae, prototipo de una subclase de variables cataclísmicas que lleva su nombre. Su último estallido tuvo lugar en 2001, pero previamente se habían registrado otros en 1913, 1946 y 1978.
WR124, conocida como estrella de Merrill o QR Sagittae, es una estrella de Wolf-Rayet de tipo espectral WN8h y 44 700 K de temperatura. Considerando que se encuentra a una distancia estimada de 6400 pársecs, su luminosidad es 575 000 veces mayor que la del Sol. Está rodeada de grumos de gas incandescente que forman la nebulosa M1-67 circundante.
En Sagitta se localiza el cúmulo globular M71, distante 13 000 años luz de la Tierra. Fue descubierto por Philippe Loys de Chéseaux en 1746 e incluido por Charles Messier en su catálogo de objetos en 1780. La variable Mira Z Sagittae es miembro de este cúmulo.
Por otra parte, SNR G054.1+00.3 es un resto de supernova en esta constelación; se cree que su explosión como supernova tuvo lugar hace 2000 - 3000 años y dejó como remanente estelar al púlsar PSR J1930+1852.

## Estrellas principales

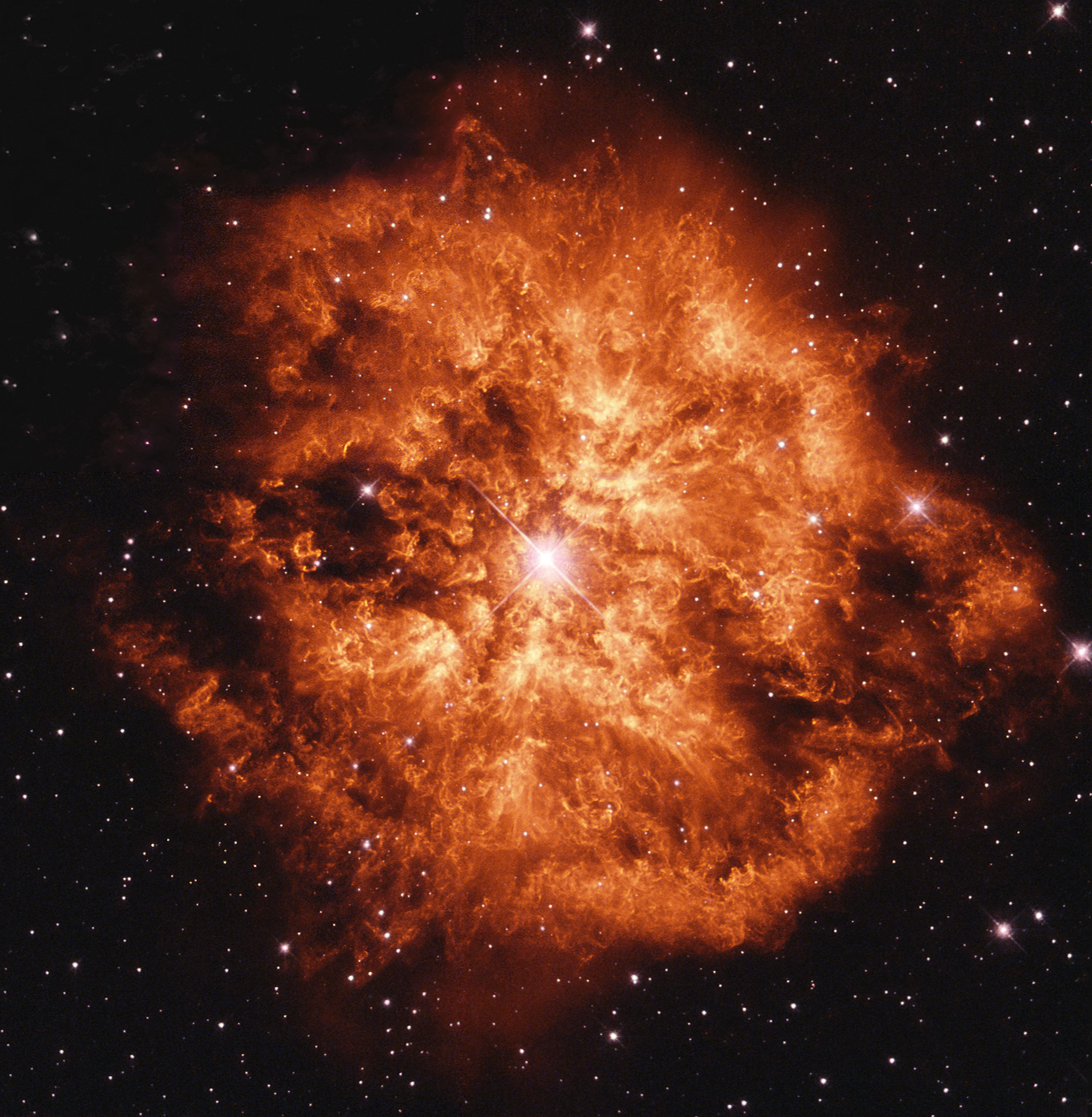
Imagen de la nebulosa M1-67 que rodea a WR 124, obtenida con el telescopio espacial Hubble.

- α Sagittae (Sham), aunque ostenta la denominación de Bayer Alfa, es sólo la tercera estrella más brillante de la constelación con magnitud 4,37. Es una gigante amarilla a 475 años luz de distancia.
- β Sagittae, gigante amarilla de magnitud 4,39.
- γ Sagittae, la más brillante en Sagita tiene magnitud 3,47; es una gigante roja situada a 275 años luz.
- δ Sagittae, binaria espectroscópica compuesta por una gigante roja y una estrella blanca.
- ε Sagittae, gigante amarillo-anaranjada de magnitud 5,67.
- ζ Sagittae, estrella múltiple de magnitud 5,00.
- η Sagittae, gigante naranja de magnitud 5,10.
- 13 Sagittae (VZ Sagittae), gigante roja y variable irregular cuyo brillo varía entre magnitud 5,27 y 5,57.
- 15 Sagittae, con magnitud 5,8 es una estrella binaria formada por una enana amarilla similar al Sol y una enana marrón.
- S Sagittae (10 Sagittae), variable cefeida cuyo brillo oscila entre 5,24 y 6,04 con un período de 8,382 días.
- U Sagittae, una interesante variable eclipsante compuesta por una estrella azul y otra naranja, cuya magnitud oscila entre 6,5 y 9,3 en algo más de tres días y nueve horas.
- FG Sagittae, estrella de una nebulosa planetaria cuyo color y temperatura ha ido cambiando a lo largo de los últimos 100 años.
- HD 178428, binaria espectroscópica de magnitud 6,07.
- HD 183143, estrella hipergigante con una magnitud aparente de 6,86.
- HD 231701 (Uruk),[10] estrella blanco-amarilla con un planeta extrasolar.
- WR 124, estrella de Wolf-Rayet rodeada por la nebulosa M1-67.
- Gliese 745, sistema compuesto por dos subenanas rojas del disco grueso.

## Objetos de cielo profundo

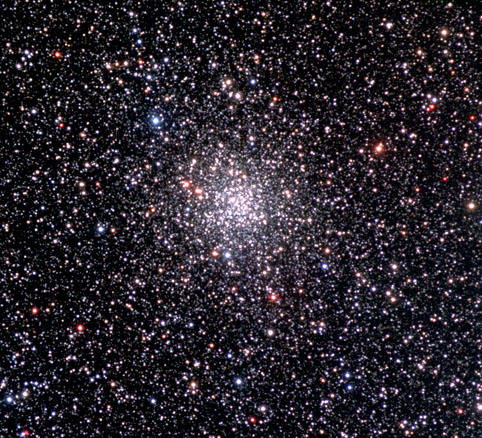
Imagen del cúmulo M71 obtenida desde el Observatorio de Calar Alto.

- Cúmulo globular M71, situado lo suficientemente cercano a la Tierra como para llegar a distinguir sus estrellas gigantes rojas con cualquier telescopio. Sus dimensiones aparentes son como un quinto del diámetro de la luna llena.
- 3C 400.2, resto de supernova antiguo cuya edad puede ser de 45 000 años.
- SNR G054.1+00.3, también un resto de supernova, pero mucho más joven (entre 1500 y 3600 años).

La banda de la Vía Láctea y la Gran Falla dentro de ella pasan a través de Sagitta, con Alfa, Beta y Épsilon Sagittae marcando la frontera de la Falla. Situado entre Beta y Gamma Sagittae se encuentra Messier 71, un cúmulo globular muy suelto confundido durante algún tiempo con un cúmulo abierto denso. A una distancia de unos 13 000 años-luz de la Tierra, fue descubierta por primera vez por el astrónomo francés Philippe Loys de Chéseaux en el año 1745 o 1746. El cúmulo globular suelto tiene una masa de alrededor de 53 000 M☉ y una luminosidad de aproximadamente 19 000 L☉.
Hay dos  nebulosas planetariase notables en Sagitta: NGC 6886 está compuesta por una estrella central caliente post-AGB que tiene el 55% de la masa del Sol pero 2700+/-850 veces su luminosidad, con una temperatura superficial de 142 000 K, y una nebulosa circundante que se calcula que lleva expandiéndose entre 1280 y 1600 años, La nebulosa fue descubierta por Ralph Copeland en 1884. La Nebulosa del Collar-originalmente una binaria cercana, uno de cuyos componentes se tragó al otro al expandirse hasta convertirse en una estrella gigante. La estrella más pequeña permaneció en órbita dentro de la mayor, cuya velocidad de rotación aumentó enormemente, lo que provocó que arrojara sus capas exteriores al espacio, formando un anillo con nudos de gas brillante formado por cúmulos de material estelar. Fue descubierto en 2005 y tiene una anchura de unos 2 años luz. Tiene un tamaño de 0,35 arco-minuto. Ambas nebulosas se encuentran a unos 15 000 años-luz de la Tierra.

## Mitología
Los antiguos hebreos, persas, árabes, griegos y romanos ya consideraron que este grupo de estrellas era una flecha. En sumerio, de la misma manera, se la conocía como KAK.SI.KI (la flecha). 
En la mitología griega el catasterismo de la Flecha tiene variantes. Según Eratóstenes, de este proyectil en forma de flecha afirman que pertenece a Apolo: con él mató por causa de Asclepio a los Cíclopes que habían fabricado el rayo de Zeus, y lo ocultó entre los hiperbóreos, donde se halla también su templo recubierto de plumas. Se dice que lo había recuperado en cuanto que Zeus lo disculpó del asesinato y dejó de prestar servicio ante Admeto (de esto habla Eurípides en la Alcestis). Parece que entonces fue trasladada la flecha por el aire junto con Deméter, dadora del fruto. Era de gran tamaño, según declara Heraclides Póntico, quien también dice en su libro Acerca de la justicia que Ábaris viajó montado en ella. De ahí que Apolo situase el proyectil entre las estrellas, convirtiéndolo en astro por dejar recuerdo de su combate. Otros dicen que esta es la flecha utilizada por Heracles cuando disparó al águila que atormentaba a Prometeo. En las ilustraciones antiguas el águila aparece a veces, aunque incorrectamente, con la flecha en sus garras.